# Suzuki Fronx
Suzuki Fronx (яп. スズキ・フロンクス, Suzuki Furonkusu)  — субкомпактний кросовер ( B-сегмент )  що випускається японським виробником Suzuki через його індійську дочірню компанію Maruti Suzuki з 2023 року. 

## Опис
Представлений у січні 2023 року на виставці Auto Expo в Індії, Fronx для індійського ринку ексклюзивно доступний у дилерській мережі Nexa, призначеній для високоякісних моделей Maruti Suzuki. Це друга модель Suzuki в сегменті кросоверів менше 4 метрів в Індії після Brezza, і вона займає нижню категорію податкової структури Індії до 4 метрів через менший двигун. 
За словами менеджера з розвитку Fronx, автомобіль був задуманий з ідеї створити кросовер, який широко приймається на ринку, використовуючи наявні ресурси, якими є платформа Baleno. Процес розробки включав такі ідеї, як зробити двері багажника більш вертикальними, щоб підкреслити внутрішній простір, але компанія вирішила прийняти задню частину в стилі купе.  Порівняно з Baleno, капот був підвищений, панелі кузова змінені, а задні стійки нахилені вперед. Він має 308-літровий багажник, що на 10 літрів менше, ніж у Baleno, завдяки трохи піднятій підлозі.  Дорожній просвіт також збільшено на 20 мм до 210 мм, результат модифікованої підвіски та більших шин 195/60 R16. Компанія Maruti Suzuki стверджує, що витратила 9 мільярдів рупій на розвиток Fronx. 

Fronx експортується з Індії з липня 2023 року. Заплановані експортні ринки включають Близький Схід, Латинську Америку, Африку, Австралію та Японію.  Для експортних ринків доступний 1,5-літровий чотирициліндровий двигун K15C із системою Smart Hybrid. 

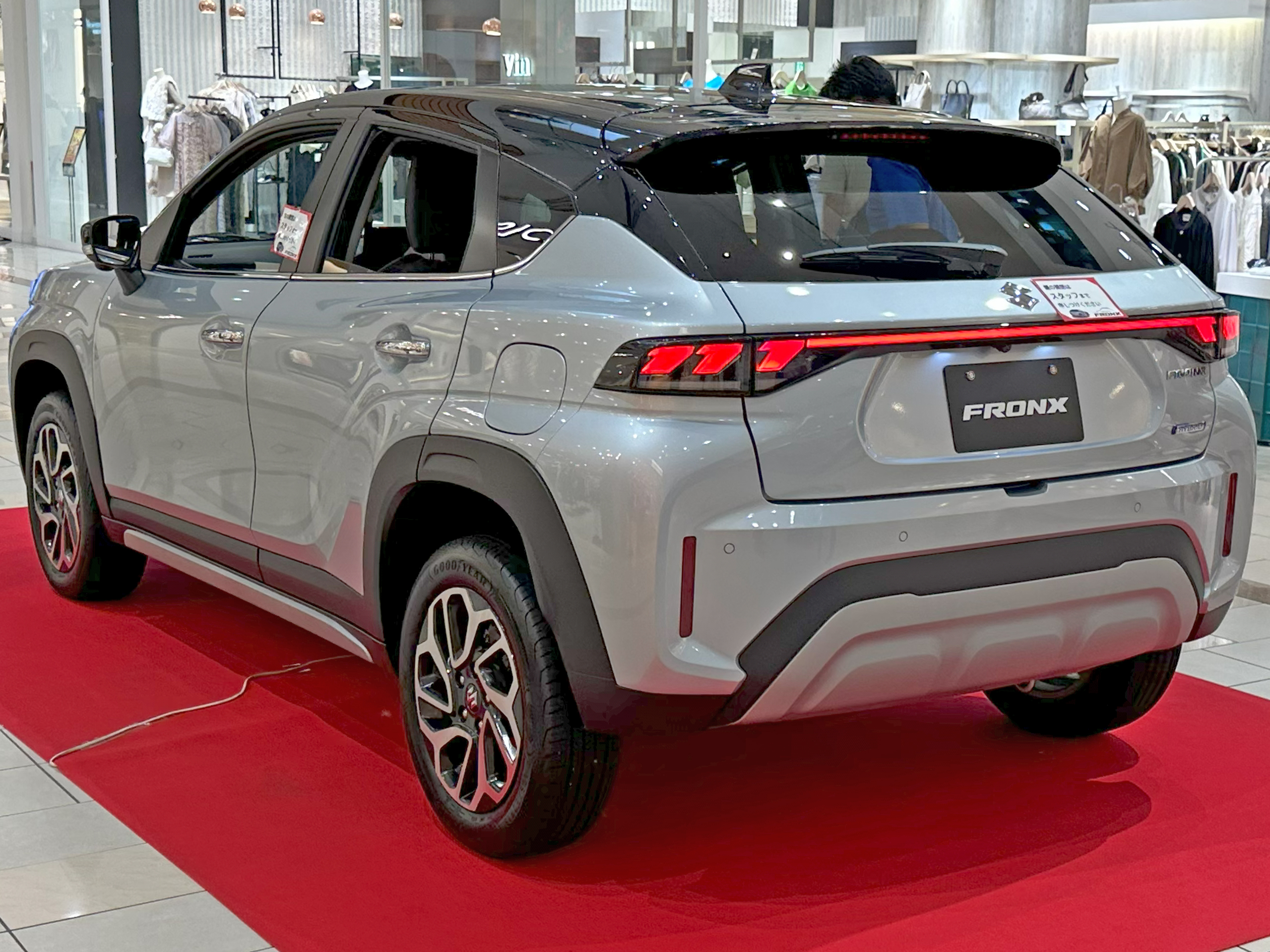
Вид ззаду
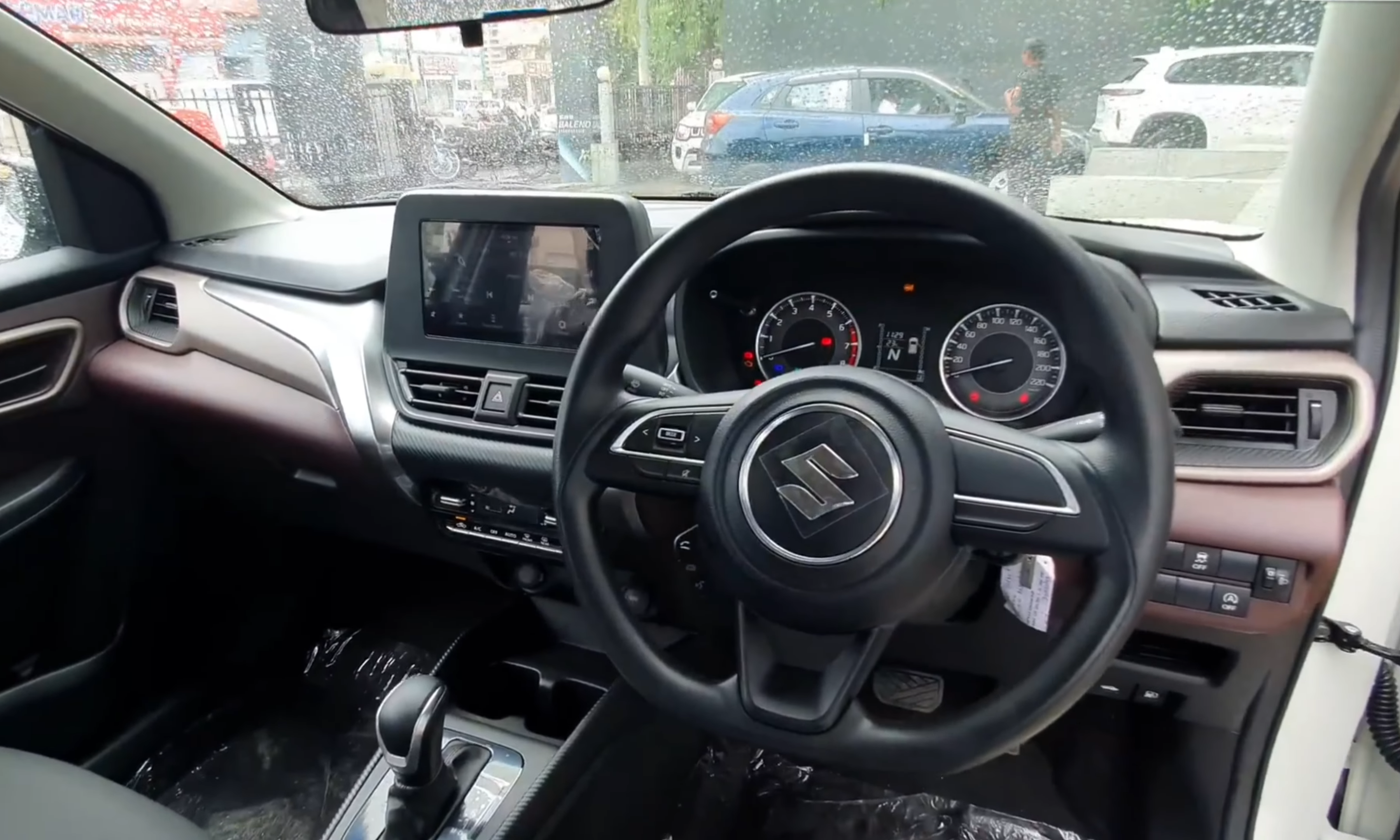
Інтер'єр

## Toyota Urban Cruiser Taisor/Starlet Cross
3 квітня 2024 року в Індії був представлений Fronx під назвою Toyota Urban Cruiser Taisor. Він отримав інший дизайн решітки радіатора, подібний до оновленої Toyota Rumion з іншими фарами та задніми ліхтарями. В Індії він пропонується у версіях E, S, S+, G і V.  Перші три оснащені 1,2-літровим бензиновим двигуном, тоді як G і V використовують 1,0-літровий бензиновий двигун, а комплектація E використовує як бензиновий двигун, так і двигун на стисненому природному газі. 

## Силові агрегати
Fronx оснащений 1,0-літровим 3-циліндровим бензиновим двигуном K10C Boosterjet з турбонаддувом і потужністю 99 к.с. з м’якою гібридною системою 48 В. Цей варіант двигуна доступний з 5-ступінчастою механічною і 6-ступінчастою автоматичною коробкою передач з гідротрансформатором Aisin. Іншим варіантом двигуна є менш дорогий 1,2-літровий бензиновий двигун K12N Dualjet з номінальною потужністю 89 к.с. в парі з 5-ступінчастою механічною або 5-ступінчастою автоматизованою механічною коробкою передач. 
Бензинові:
- 1.0 L K10C Boosterjet turbo I3
- 1.2 L K12N Dualjet I4
- 1.5 L K15B I4
- 1.5 L K15C I4 mild hybrid

Бензиновий/ГАЗ:
- 1.2 L K12N Dualjet I4

## Продажі
| рік      | Індія  | Мексика |
| -------- | ------ | ------- |
| 2023 рік | 94 393 | 384     |

## Зовнішні посилання
- Офіційний сайт (Fronx)